# Anaglyptus mysticus
Anaglyptus mysticus (Linnaeus, 1758) è un coleottero della famiglia dei Cerambicidi.

## Descrizione
Questo cerambicide, che può raggiungere i 13 mm di lunghezza, è di aspetto molto particolare: le elitre sono nere tranne che nel terzo più vicino al capo, di color castagna-rossiccio; la parte nera è solcata da tre o quattro bande trasversali di peli chiari. Il torace è grigio-nero.

## Biologia
Le larve si nutrono per due anni nel legno morto di varie latifoglie; tra le piante ospiti si segnalano acacia, acero campestre, carpino bianco, ciliegio, faggio, melo, nocciolo, prugnolo selvatico, quercia farnia, salicone e sambuco rosso.
Gli adulti svernano dopo aver sfarfallato, all'interno della cella pupale sotto la corteccia; emergono quindi verso aprile rimanendo attivi fino a maggio-giugno e visitando i fiori per nutrirsi, con una preferenza per il biancospino.
Tra i parassiti di A. mysticus si annovera l'imenottero braconide Aspigonus flavicornis.

## Distribuzione
La specie è attestata in quasi tutta l'Europa continentale fino al confine con la Russia (includendo Svezia e Norvegia), nonché in Gran Bretagna; è inoltre presente in Turchia e Nordafrica.

## Tassonomia
Della specie sono documentate le seguenti varietà:
- Anaglyptus mysticus var. albofasciatus (DeGeer, 1775)
- Anaglyptus mysticus var. bequaerti Roubal, 1909
- Anaglyptus mysticus var. bipartitus Podaný
- Anaglyptus mysticus var. inscriptus Pic, 1891
- Anaglyptus mysticus var. monachus Dalla Torre, 1880
- Anaglyptus mysticus var. plavilstshikovi Podany, 1960
- Anaglyptus mysticus var. pragensis Podaný, 1960
- Anaglyptus mysticus var. ruficornis Pic, 1908